# Ernst Sigismund Grass
Ernst Sigismund Grass, latinisiert Sigismund Grassius (* 17. Jahrhundert in Jauer in Fürstentum Schweidnitz-Jauer, Böhmen; † 17. oder 18. Jahrhundert) war ein schlesischer Stadtphysicus und Mitglied der Gelehrtenakademie „Leopoldina“.

## Leben
Ernst Sigismund Grass war Stadtphysikus in seiner Geburtsstadt Jauer. Seine Wirkungsdaten sind für das Jahr 1679 belegt. 
Am 24. Januar 1691 wurde er mit dem Beinamen CHIRON II. als Mitglied (Matrikel-Nr. 185) in die Leopoldina aufgenommen.
In einer Publikation aus dem Jahr 1695 schildert Grass(ius) ein perforiertes, aber von der Milz gedecktes, Magengeschwür einer 30-jährigen Frau.

## Publikationen
- merkwürdige Stockungen des Geblüts, geschrieben am 12. Januar 1692, in: Der Römisch=Kaiserlichen Academie der Naturforscher auserlesene Medicinal=Chirurgisch=Anatomische=Chymisch=und Botanische Abhandlungen, Zwanzigster Teil, Schwarzkopf Nürnberg 1771, S. 95–98. Digitalisat
- Sigismund GRASSIUS, Bericht, wie man sich in anfälligen Gifftigen, auch Pestilentzischen Febern / Nechst Göttlicher Hülffe / Von der Anfälligkeit versichern / wie auch / nach empfundener Alteration / von der Gifft wiederum befreyen könne. Schweidnitz 1681.